# John Enos III
John Enos III (Boston, 12 giugno 1962) è un attore e modello statunitense.

## Biografia
Nato a Boston, inizia a lavorare come modello nei primi anni novanta per l'agenzia Boss Model Management lavorando per Calvin Klein e Gianni Versace. Inizia la sua carriera d'attore con piccoli ruoli nei film La morte ti fa bella e Demolition Man. Dal 1995 al 1996 recita in Melrose Place nel ruolo di Bobby Parezi, successivamente recita in The Rock di Michael Bay ed Ecstasy Generation di Gregg Araki.
Dopo essere apparso in un episodio di Sex and the City, recita nei film Blade, Flawless - Senza difetti e In linea con l'assassino. Ma acquista fama e popolarità grazie al ruolo di Bobby Marsino nella soap opera Febbre d'amore, ruolo che ricopre dal 2003 al 2005. Nel 2007 lavora nel film Missionary Man di e con Dolph Lundgren. Nel 2014 interpreta Saviano in due episodi della serie televisiva Gotham.

## Filmografia

### Cinema
- La morte ti fa bella (Death Becomes Her), regia di Robert Zemeckis (1992)
- Out of Control, regia di Ovidio G. Assonitis (1992)
- Demolition Man, regia di Marco Brambilla (1993)
- Bullet, regia di Julien Temple (1996)
- The Rock, regia di Michael Bay (1996)
- Ecstasy Generation, regia di Gregg Araki (1997)
- Blade, regia di Stephen Norrington (1998)
- Flawless - Senza difetti (Flawless), regia di Joel Schumacher (1999)
- In linea con l'assassino (Phone Booth), regia di Joel Schumacher (2002)
- Ashby - Una spia per amico (Ashby), regia di Tony McNamara (2015)
- Gotham

### Televisione
- Sex and the City – serie TV, episodio 2x18 (1999)

## Doppiatori italiani
Nelle versioni in italiano delle opere in cui ha recitato, John Enos III è stato doppiato da:
- Luca Ward in Bullet
- Vittorio Guerrieri in In linea con l'assassino
- Luca Dal Fabbro in CSI: NY
- Massimo Bitossi in Ashby - Una spia per amico